# Haos (cosmogonie)
Haos (în limba greacă veche χάος, transliterat: kháos, cu sensul de gol vast, prăpastie) este starea de vid mitologică premergătoare creării universului (cosmosului) în miturile creației grecești antice. În teologia creștină, același termen este folosit pentru a se referi la golul sau abisul creat de separarea cerului și pământului.

## Tradiții greco-romane

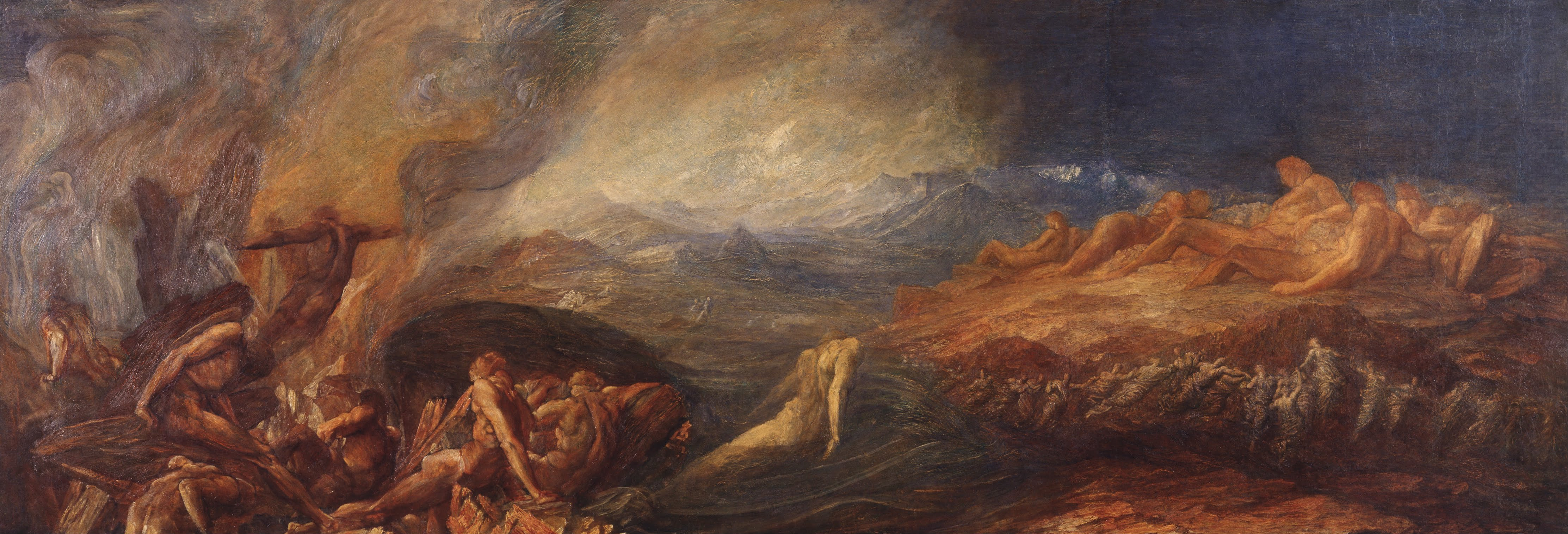
George Frederic Watts - Haos

Hesiod și presocraticii folosesc termenul grecesc în contextul cosmogoniei. Haosul lui Hesiod a fost interpretat fie ca „vidul deschis deasupra Pământului creat atunci când Pământul și Cerul sunt separate din unitatea lor primordială”, fie „spațiul deschis de sub Pământ pe care se sprijină Pământul”. Pasajele din Teogonia lui Hesiod sugerează că Haosul era situat sub Pământ, dar deasupra Tartarului. Despre haosul primar s-a spus uneori a fi adevărata fundație a realității, în special de către filozofi precum Heraclit.
În comedia lui Aristofan Păsări, mai întâi a fost Haos, Noapte, Erebus și Tartarus, din Noapte a apărut Eros, iar din Eros și Haos a venit rasa păsărilor. 
Pentru Ovidiu, (43 î.Hr. – 17/18 d.Hr.), în Metamorfozele sale, Haosul a fost o masă neformată, în care toate elementele erau amestecate într-o „grămadă fără formă”.
Potrivit lui Hyginus : „Din ceață (Caligo) a venit Haosul. Din haos și ceață, au venit Noaptea (Nox), Ziua (Dies), Întunericul (Erebus ) și Eterul (Aether).”  O tradiție orfică îl considera pe Haos ca fiu al lui Chronus și Ananke.

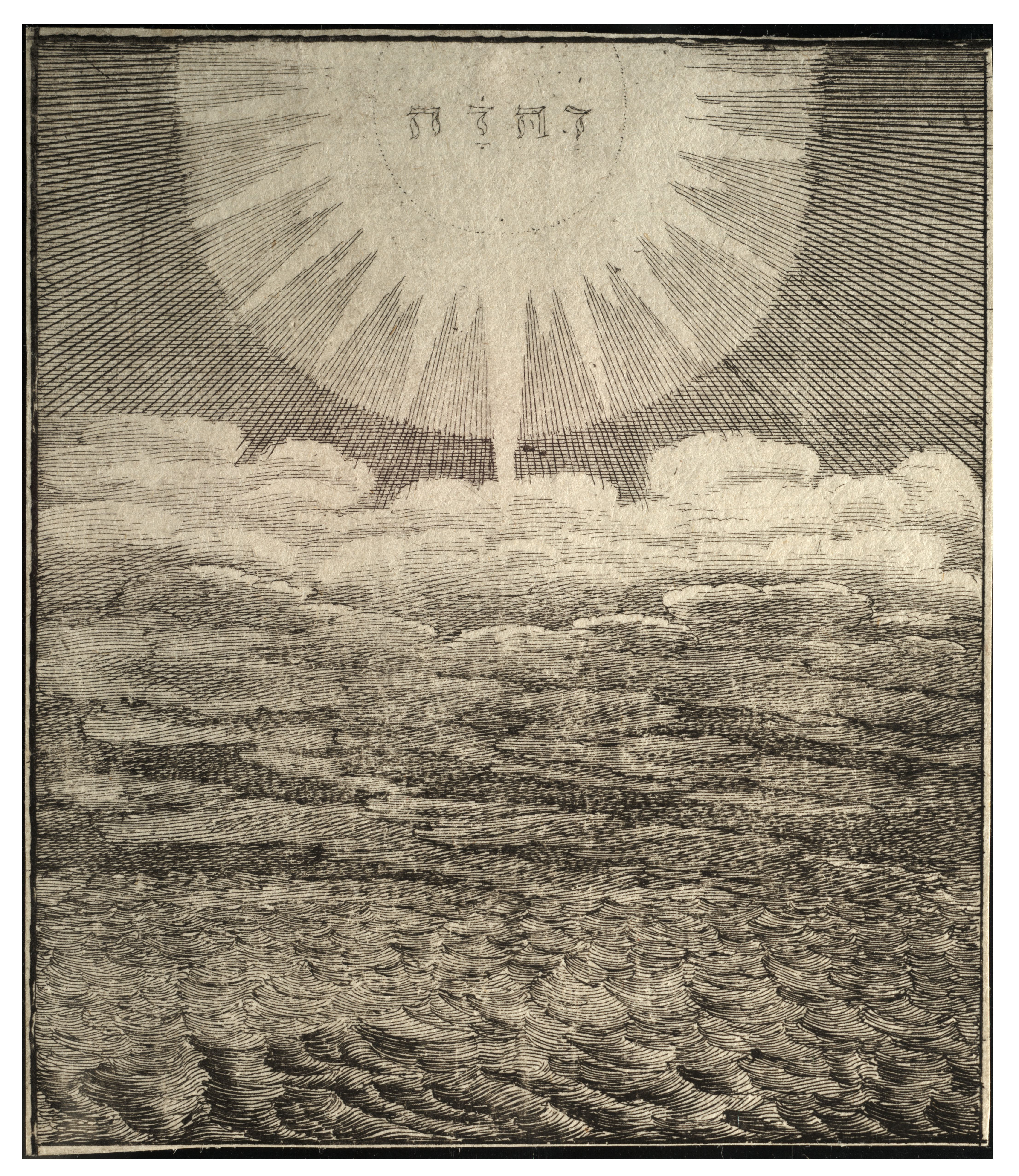
Haos de Wenceslaus Hollar (1607 – 1677).

## Tradiții biblice
Haosul a fost legat de termenul de abis / tohu wa-bohu din Geneza 1:2. Termenul se poate referi la o stare de neființă anterioară creației sau la o stare fără formă. În Cartea Genezei, spiritul lui Dumnezeu se mișcă pe fața apelor, înlocuind starea anterioară a universului, care este asemănată cu un „haos apos” pe care există choshek (tradus din ebraică are sensul de întuneric/confuzie)
Septuaginta nu folosește χάος în contextul creației, folosind în schimb termenul pentru גיא , „despicătură, defileu, prăpastie”, în Mica 1:6 și Zaharia 14:4. Biblia vulgata, totuși, folosește χάσμα μέγα sau „marea prăpastie” dintre cer și iad în Luca 16:26 ca chaos magnum.
Acestui model de stare primordială a materiei i s-au opus Părinții Bisericii din secolul al II-lea, care au postulat o creație ex nihilo a unui Dumnezeu atotputernic.
În studiile biblice moderne, termenul haos este folosit în mod obișnuit în contextul Torei și al narațiunilor lor înrudite în mitologia antică din Orientul Apropiat în general. Paralele între Geneza ebraică și Enuma Eliș (poemul babilonian) au fost stabilite de Hermann Gunkel în 1910. Pe lângă Geneza, sunt relevante și alte cărți ale Vechiului Testament, în special o serie de Psalmi, unele pasaje din Isaia și Ieremia și Cartea lui Iov.

## Gnosticism
Potrivit textului gnostic Despre originea lumii, haosul nu a fost primul lucru care a existat. Când natura eonilor nemuritori a fost completată, Sophia a dorit să apară ceva asemănător cu lumina care a existat prima dată. Dorința ei apare ca o asemănare cu măreția de neînțeles care acoperă universul ceresc, diminuându-i întunericul interior, în timp ce în exterior apare o umbră care face ca Haosul să se formeze. Din Haos se naște fiecare zeitate, inclusiv Demiurgul (sau Ialdabaoth).

## Alchimie și ermetism

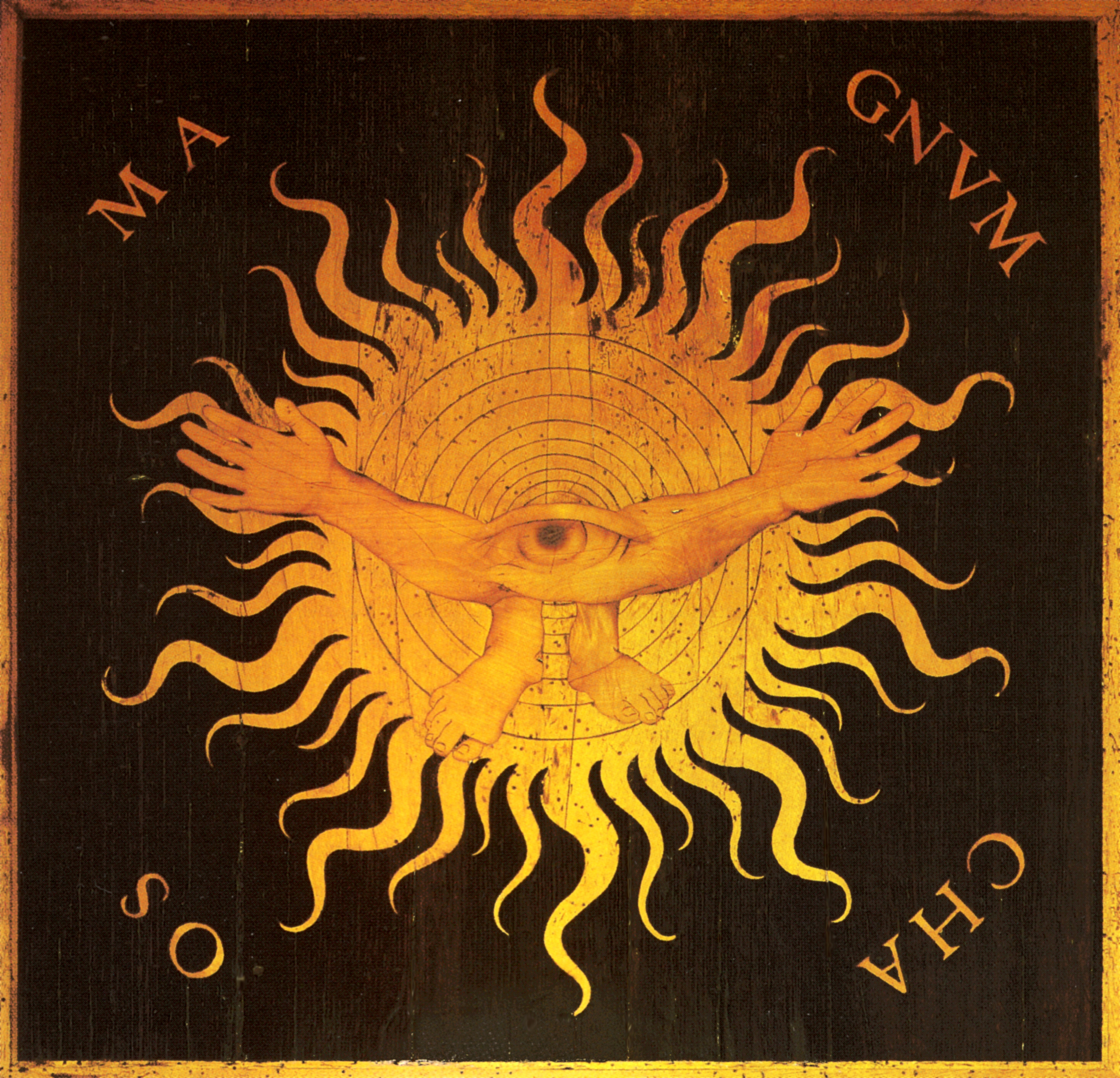
Magnum Chaos, incrustație de lemn de Giovan Francesco Capoferri la Bazilica Santa Maria Maggiore din Bergamo, bazată pe un design de Lorenzo Lotto.

Tradiția greco-romană privind prima materia, incluzând în special cosmogonia orfică din secolele al V-lea și al VI-lea, a fost amestecată cu noțiunile biblice (Tehom) în creștinism și a fost moștenită de alchimie și magia renascentistă.
Oul cosmic al orfismului a fost considerat materie primă pentru magnum opus-ul din alchimia greacă timpurie. Prima etapă a procesului de producere a pietrei filozofale, adică nigredo, a fost identificată cu haosul. Din cauza asocierii cu narațiunea creației din Geneză, unde „Duhul lui Dumnezeu s-a mișcat pe fața apelor” (Geneza 1:2), Haosul a fost identificat în continuare cu elementul clasic al apei.
Ramon Llull (1232–1315) a scris Liber Chaos, în care el identifică Haosul ca forma sau materia primară creată de Dumnezeu. Alchimistul elvețian Paracelsus (1493–1541) folosește haosul ca sinonim cu „elementul clasic” (deoarece haosul primordial este imaginat ca o congestie fără formă a tuturor elementelor). Paracelsus identifică astfel Pământul ca „haosul gnomilor”, adică elementul gnomilor, prin care aceste spirite se deplasează fără obstacole, așa cum fac peștii prin apă sau păsările prin aer. Un tratat de alchimie de Heinrich Khunrath, tipărit la Frankfurt în 1708, se intitula Haos. Introducerea din 1708 afirmă că tratatul a fost scris în 1597 la Magdeburg, în al 23-lea an de practicare a alchimiei de către autor. Tratatul pretinde că-l citează pe Paracelsus cu privire la faptul că „Lumina sufletului, prin voința Dumnezeului în Treime, a făcut ca toate lucrurile pământești să apară din Haosul primordial”. Martin Ruland cel Tânăr, în Lexicon Alchemiae din 1612, afirmă: „Un amestec brut de materie sau un alt nume pentru Materia Prima este Haos, așa cum este la început”.
Termenul de gaz în chimie a fost inventat de chimistul olandez Jan Baptist van Helmont în secolul al XVII-lea, bazat direct pe noțiunea paracelsiană de haos. G în gaz se datorează pronunției olandeze a acestei litere ca un spirant, folosit și pentru a pronunța χ greacă.